# Kvitøya
Kvitøya (nom noruec que en català vol dir Illa blanca) és una illa de l'arxipèlag àrtic Svalbard, que es troba deshabitada. Ocupa una superfície de 682 km², i és la part més oriental del Regne de Noruega. La possessió russa més propera, l'illa Victòria, és a només 62 km a l'est de Kvitøya.

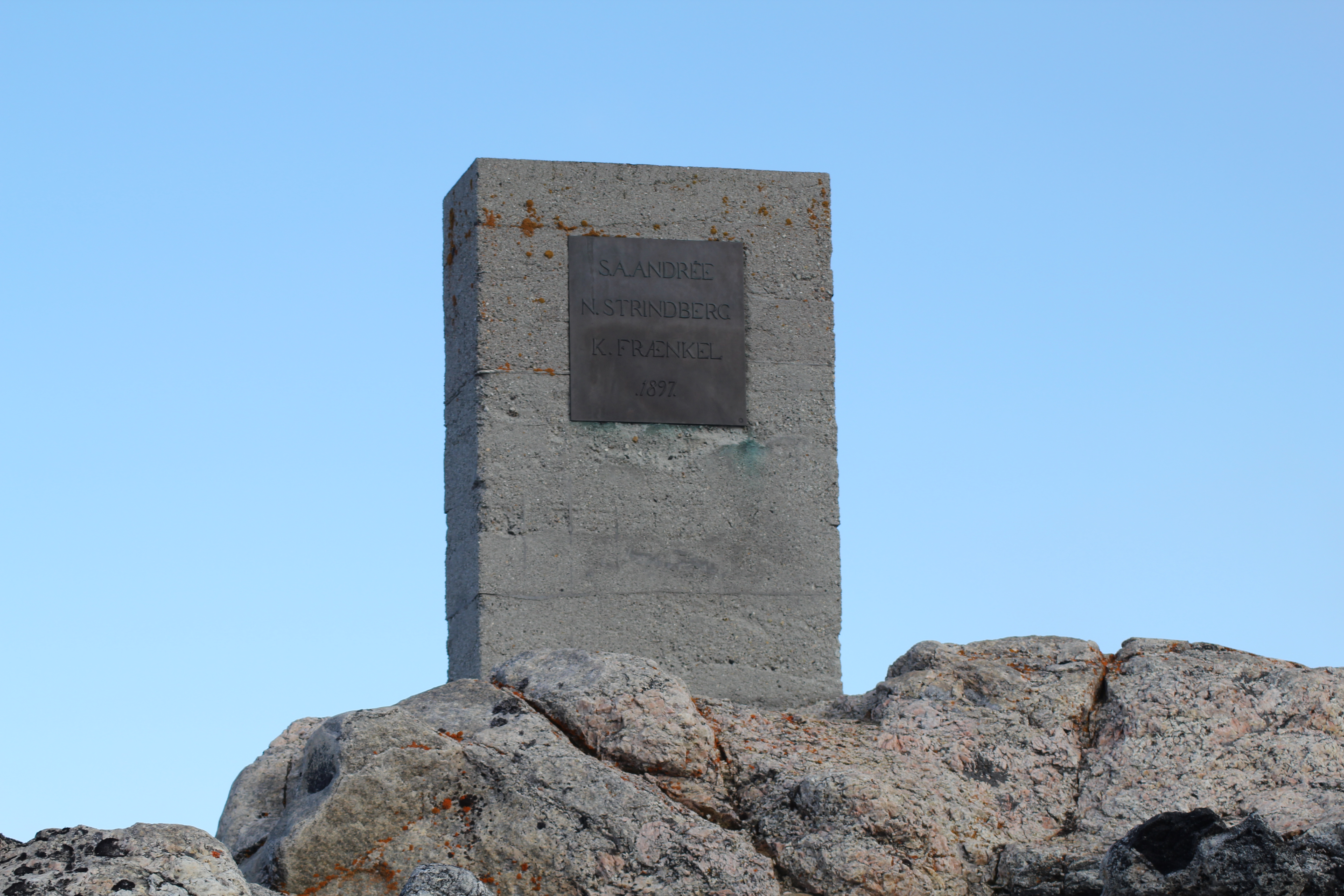
Memorial d'Andrée Strindberg Fraenkel.

L'illa està gairebé coberta completament de gel per la glacera Kvitøyjøkulen, amb una superfície de 705 km² i amb la clàssica cúpula gelada, la qual li dona el nom. Les poques superfícies que no estan cobertes de gel fan pocs quilòmetres quadrats i són estèrils i rocoses, la més gran es diu Andréeneset situada al sud-oest de l'illa. El punt més alt és a 410 metres d'altitud. Kvitøya és part de la Reserva natural del sud-est de Svalbard.
Kvitøya va ser descoberta per l'holandès Cornelis Giles el 1707, i va passar a tenir el nom d'illa Giles en molts mapes. El nom actual noruec el va donar el balener Johan Kjeldsen, de Tromsø, el 1876.
L'illa va ser lloc de recer de l'expedició amb globus aerostàtic S. A. Andrée de 1897 organitzada per S. A. Andrée. Aquesta expedició intentà arribar al pol nord geogràfic en un globus d'hidrogen però va quedar forçada a aterrar prop de Kvitøya el 14 de juliol, només tres dies després de partir i arribar a terra a peu des del mar gelat a la zona sense gel que per això s'anomena ara Andréeneset. Sembla que tots els expedicionaris moriren poques setmanes després d'arribar a l'illa. Hi ha un monument a l'illa en record seu.